# La comulgante (Lempicka)
La comulgante es un cuadro realizado por Tamara de Lempicka en 1928. Como polaca, la artista era católica, y el óleo sobre lienzo es un retrato de tres cuartos de su hija Kizette, de nueve años, por su primera comunión. Sorprendentemente, su característico estilo art déco, de belleza elegante y fría, capta sin embargo la pureza y devoción de la niña orando, mientras desde la esquina superior izquierda una paloma, símbolo del Espíritu Santo, viene a ajustarle con el pico el amplio y fino velo que cubre a la comulgante, pareciendo rodear y flotar a un tiempo sobre la pequeña. La blancura del atuendo contrasta con el forro rojo del reclinatorio abajo, donde descansa abierto su libro de oraciones. Expuesta en el Salón de Otoño de 1928 y en el Salón de los Independientes del año siguiente, forma parte de las colecciones del Museo Nacional de Arte Moderno, en París, desde la donación de la artista en 1976. Se exhibe en La Piscine, en Roubaix, desde 1994.